# Felix Van Groeningen
Felix Van Groeningen, född 1977, är en belgisk filmregissör och manusförfattare. Hans film The Broken Circle Breakdown nominerades till en Oscar för bästa internationella långfilm och De åtta bergen fick jurypriset vid filmfestivalen i Cannes.

## Filmografi (i urval)
- 2012 – The Broken Circle Breakdown
- 2018 – Beautiful Boy
- 2023 – De åtta bergen